# تویی (آریزونا)
تویی (به انگلیسی: Toyei) یک منطقهٔ مسکونی در ایالات متحده آمریکا است که در شهرستان آپاچی، آریزونا واقع شده‌است. تویی ۰٫۸۵ کیلومتر مربع مساحت و ۱٬۳۸۰ نفر جمعیت دارد و ۱٬۹۸۸٫۲۳ متر بالاتر از سطح دریا واقع شده‌است.